# 米德韋 (佛羅里達州聖羅薩縣)
米德韋（英語：Midway）是位於美國佛羅里達州聖羅薩縣的一個人口普查指定地區。

## 地理
米德韋的座標為30°23′18″N 86°59′27″W / 30.38833°N 86.99083°W，而該地最高點為海拔高度8米（即26英尺）。

## 人口
根據2010年美國人口普查的數據，米德韋的面積為25.01平方千米，當中陸地面積為24.81平方千米，而水域面積為0.20平方千米。當地共有人口16115人，而人口密度為每平方千米644人。